# 토요타 알리온
토요타 알리온(Toyota Allion)은 토요타 자동차의 승용차이다. 카리나의 후속 차종으로 출시되었으며, 프레미오와 같은 차체를 공유한다. 차명인 알리온은 올 인 원(all in one)에서 따왔다. 1세대와 2세대 모두 일본 내수 전용차로 개발되어 판매되고 있으나, 러시아, 말레이시아와 인도네시아 등 동남아시아, 뉴질랜드 등에 대량으로 병행 수출되고 있다.

## 1세대

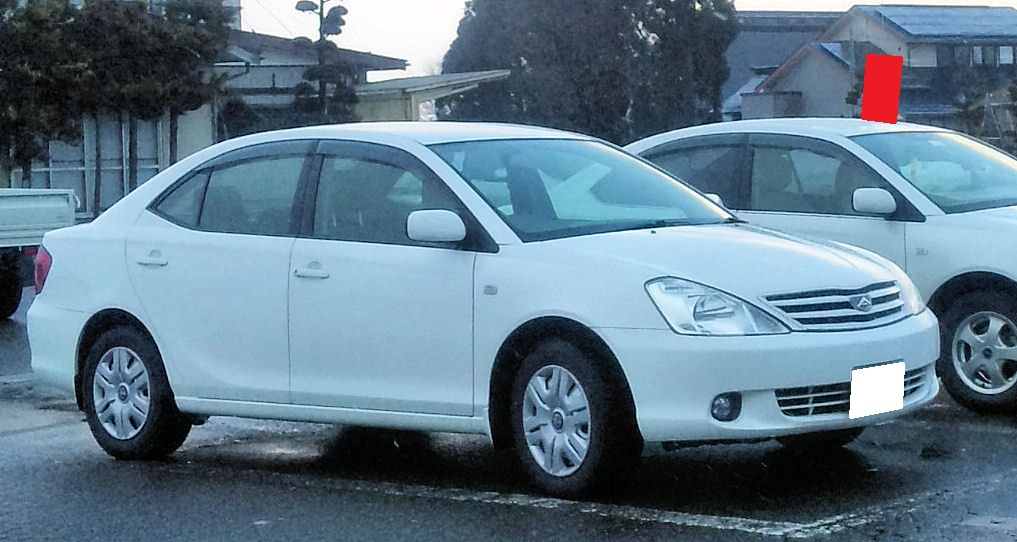
토요타 알리온(전기형) 정측면

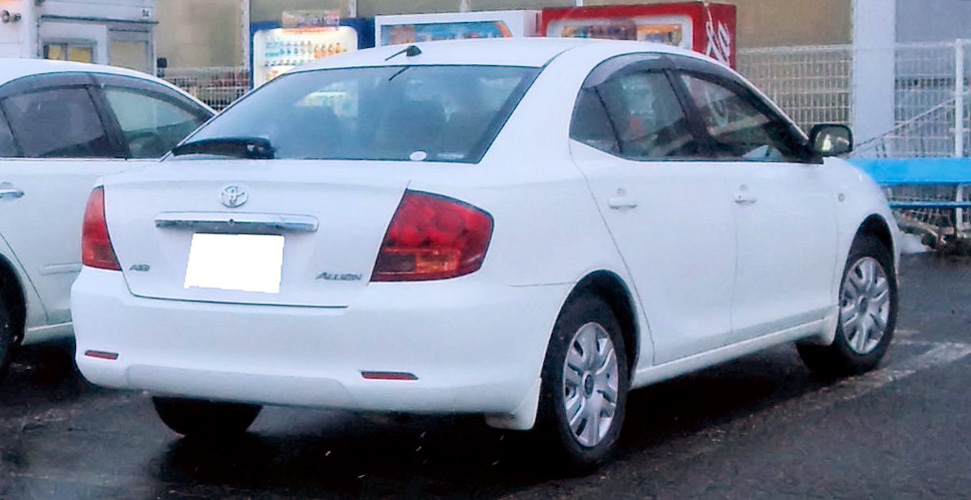
토요타 알리온(전기형) 후측면

2001년 12월 25일에 출시되었다. 스포티하고 젊은 느낌으로 디자인이 되었으나, 실제로는 대부분의 소유자가 50대 이상이다. 딜러 옵션으로는 에어로 파트나 로우 다운 스프링 등이 설정되어 있다. 엔진은 1NZ-FE(1,500cc DOHC), 1ZZ-FE(1,800cc DOHC), 1AZ-FSE(2,000cc DOHC) 등 3가지의 가솔린 엔진이 장착되었다.

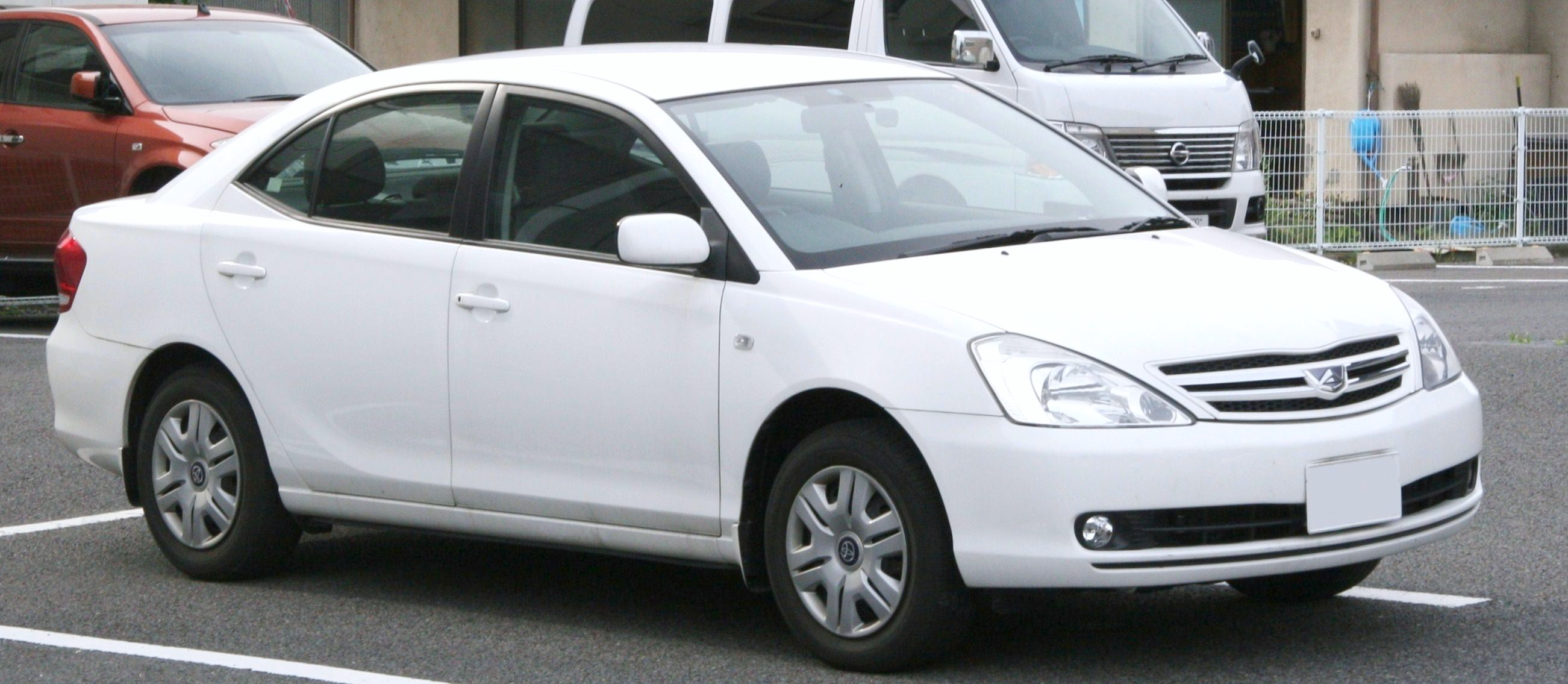
토요타 알리온(후기형) 정측면
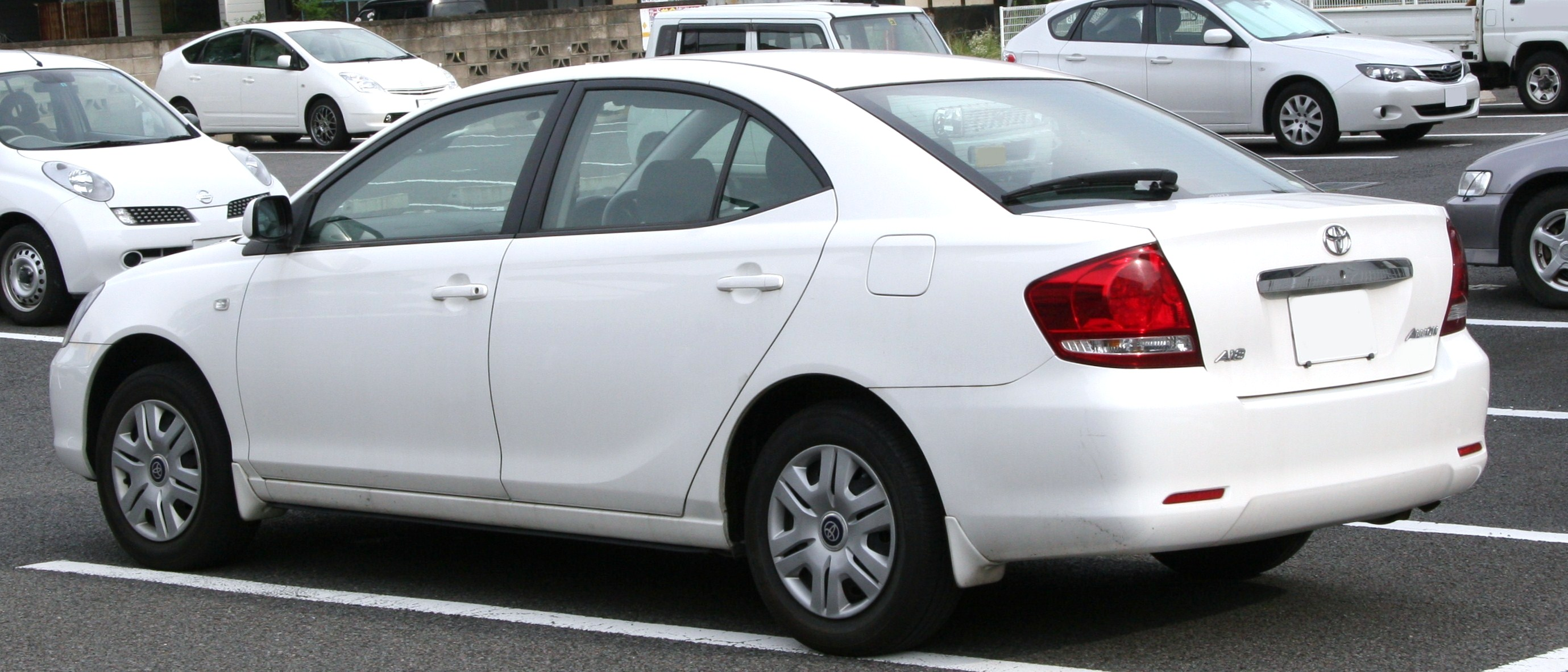
토요타 알리온(후기형) 후측면

## 2세대

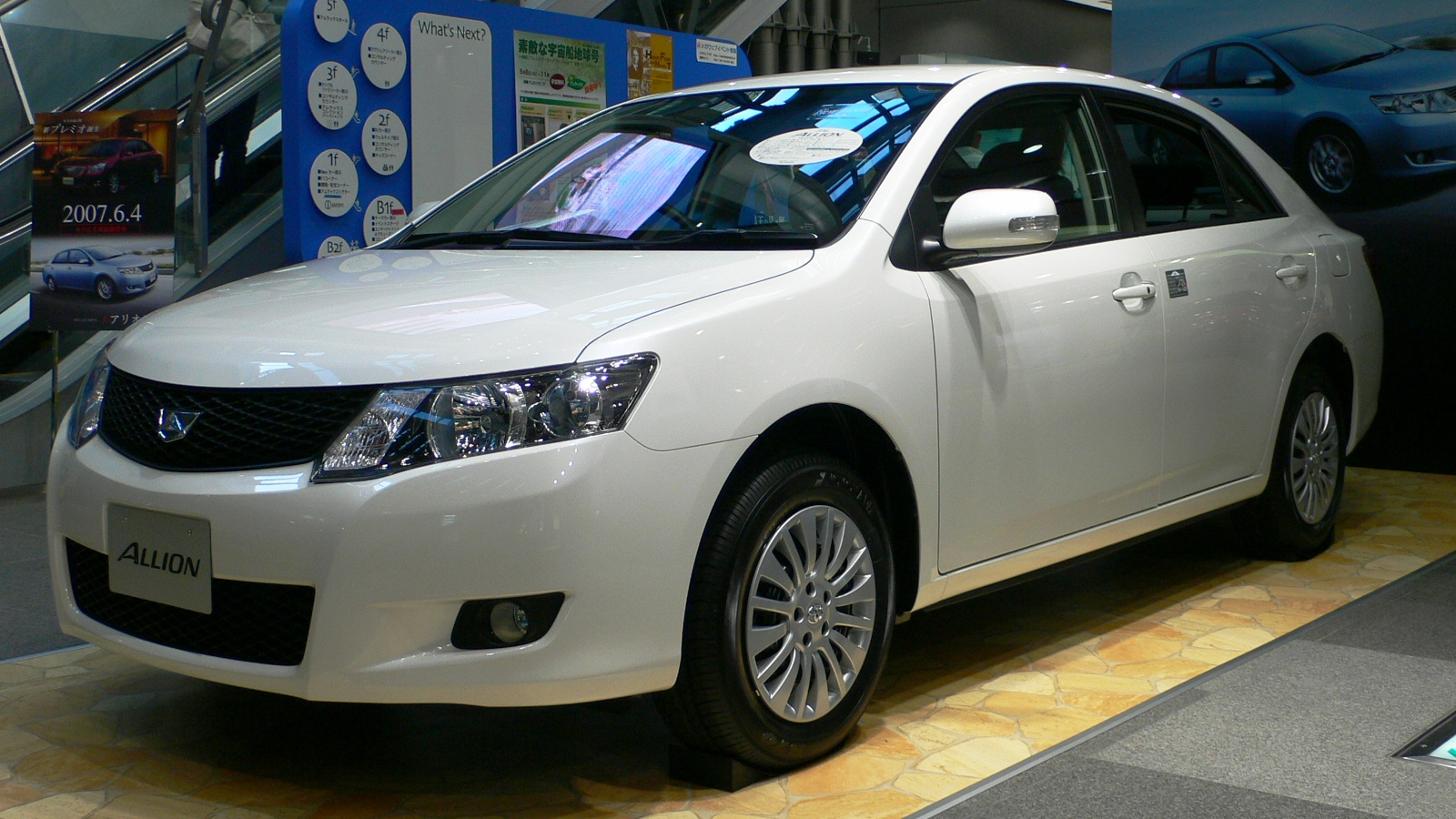
토요타 알리온(전기형) 정측면

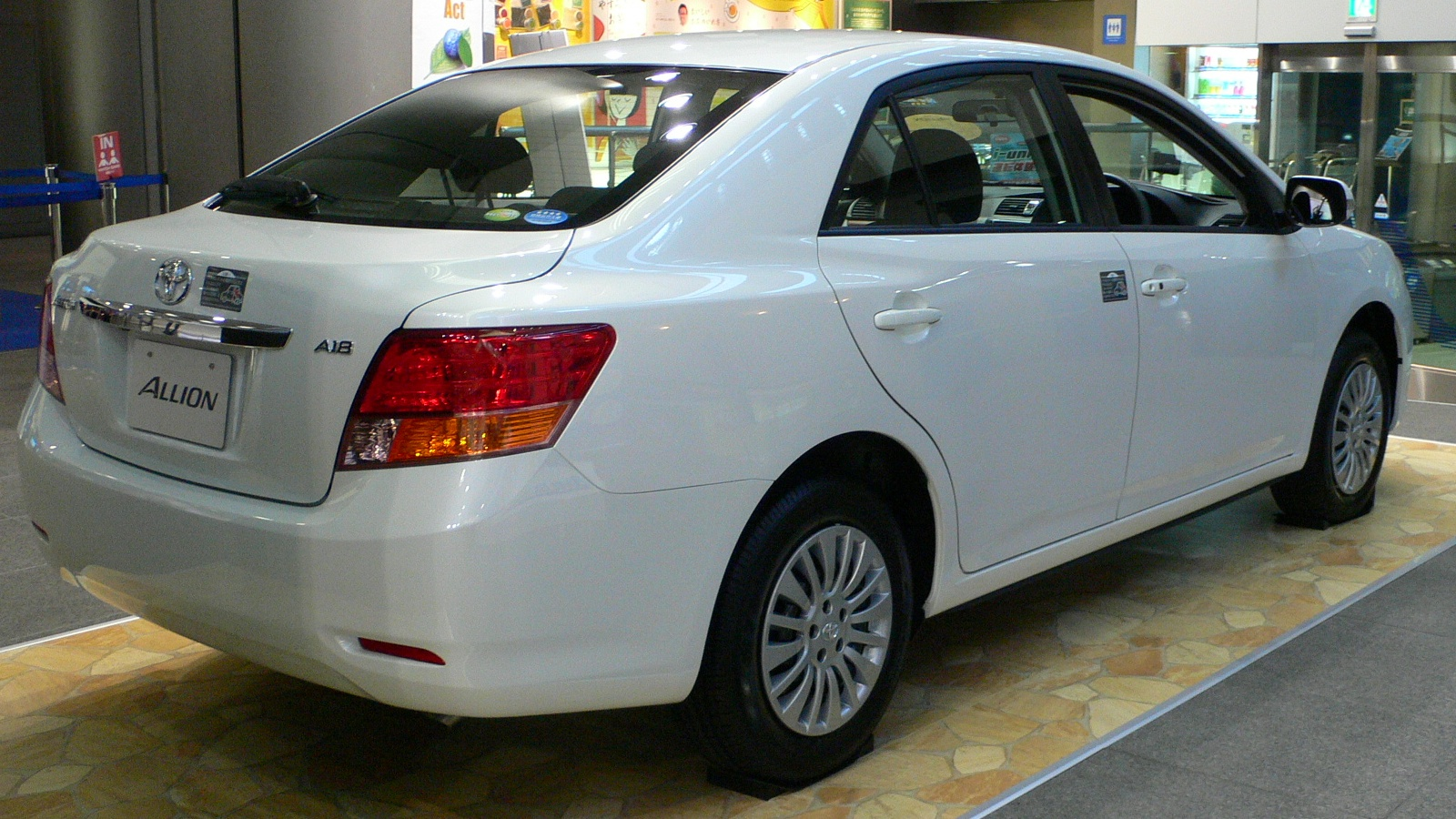
토요타 알리온(전기형) 후측면

2007년 6월 4일에 출시된 2세대의 차체 크기는 1세대와 비슷하지만, 실내 공간을 넓혀 거주성을 향상시켰다. 1세대처럼 딜러 옵션으로는 에어로 파트나 로우 다운 스프링 등이 설정되었다. 엔진은 1NZ-FE(1,500cc DOHC), 2ZR-FE(1,800cc DOHC), 3ZR-FAE(2,000cc DOHC) 등 3가지의 가솔린 엔진이 장착되었다. 한때 대한민국의 세금 체계로 환산해도 현대 아반떼(HD)에 비해 저렴하나, 버튼 시동&스마트 키 시스템과 후방 카메라 등이 장착되어 네티즌들로부터 관심을 불러일으켰다. 2016년 6월에 페이스 리프트를 거쳐 앞 부분이 대폭 변경되었는데, 형제 차종인 프레미오와 헤드 램프는 물론 라디에이터 그릴, 범퍼까지 동일한 것을 공유하게 되어 차별성이 적어졌다. 안전 장비로는 충돌 회피 시스템인 토요타 세이프티 센스 C와 바이 빔 LED 헤드 램프가 추가되었다.

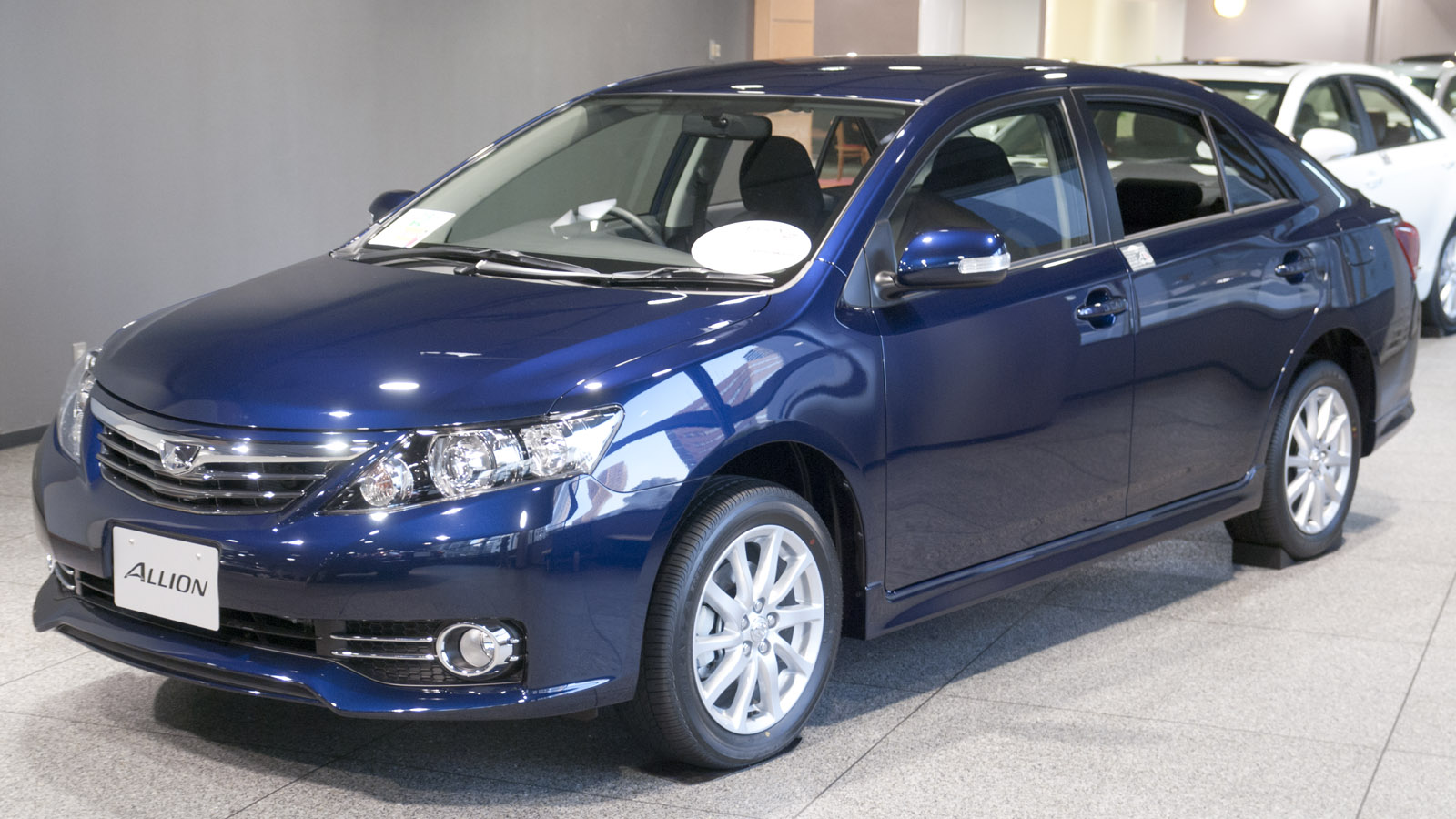
토요타 알리온(중기형) 정측면
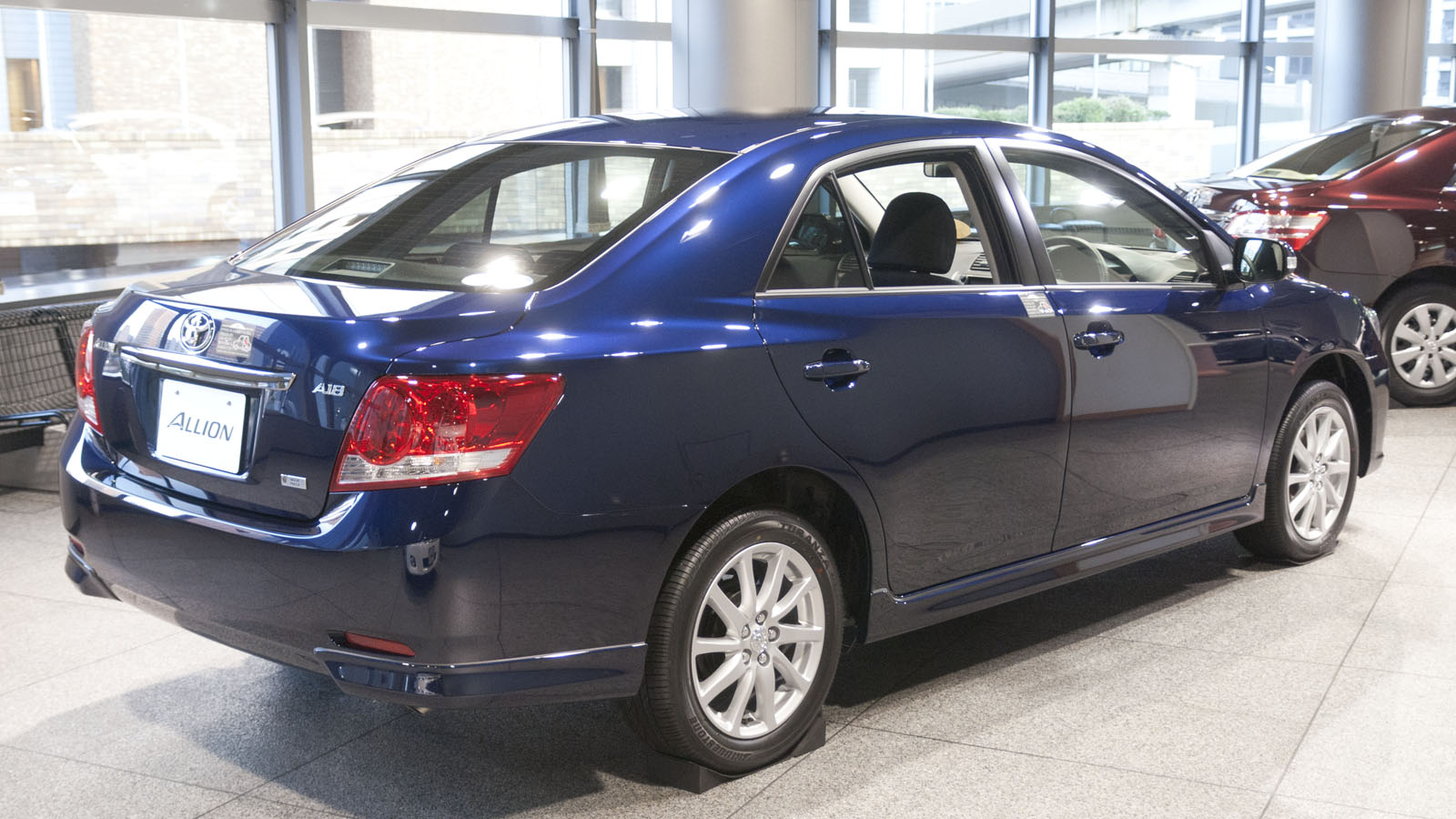
토요타 알리온(중기형) 후측면
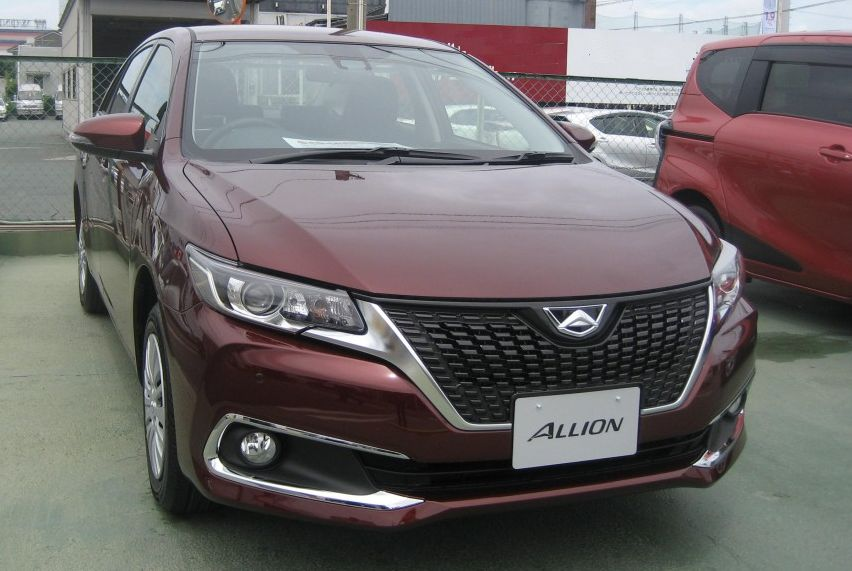
토요타 알리온(후기형) 정측면